# Ángel de Saavedra

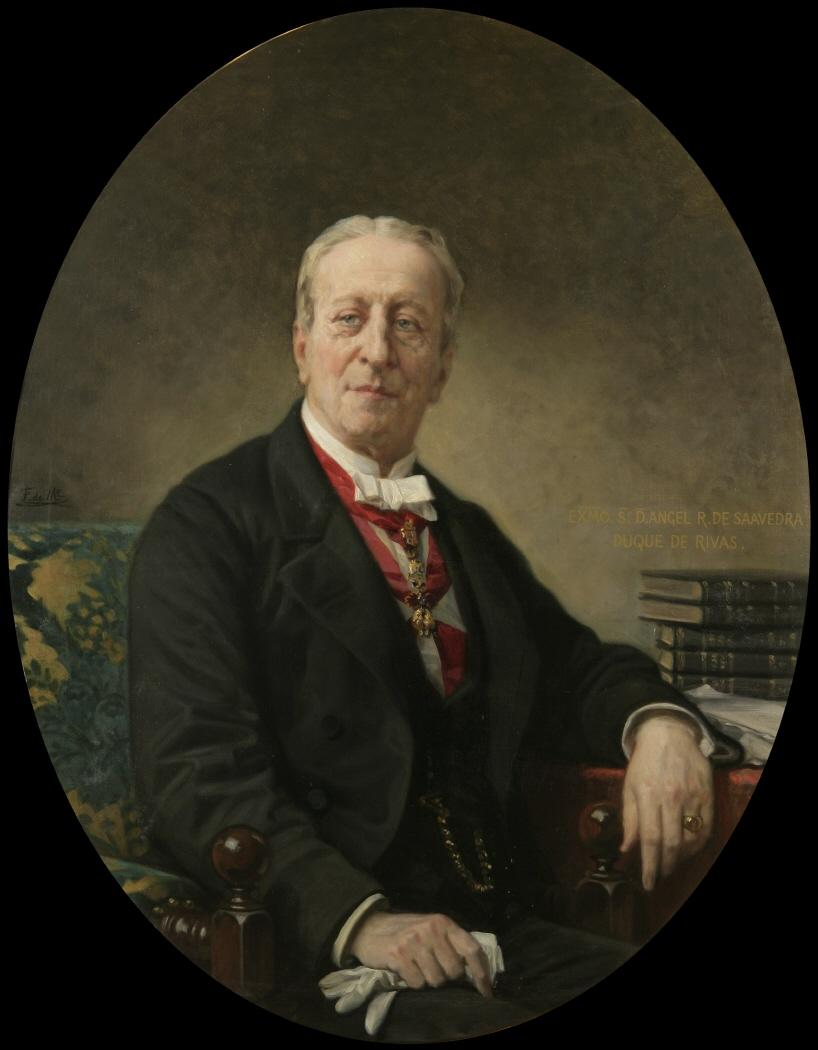
Ángel de Saavedra, duque de Rivas

Ángel de Saavedra y Ramírez de Baquedano, bekannt als Duque de Rivas (* 10. März 1791 in Córdoba; † 22. Juni 1865 in Madrid), war ein spanischer Schriftsteller, Diplomat, Politiker und Ministerpräsident Spaniens (Presidente del Gobierno).
Berühmt ist er vor allem für sein Drama Don Álvaro o la fuerza del sino (1835), mit dem in Spanien die literarische Epoche der Romantik begründet wurde und das als Vorlage zur Oper Die Macht des Schicksals von Giuseppe Verdi diente.

## Leben

### Militärische Laufbahn und Herrschaft von Ferdinand VII.
Saavedra entstammte einer aristokratischen Familie aus Córdoba. Bereits im Alter von neun Jahren wurde er 1800 Korrespondierendes Mitglied des Gardekorps (Cruz de Caballero de Malta). 1806 beendete er seine 1795 begonnene Ausbildung am Seminario de Nobles in Madrid.
Anschließend trat er 1807 als Unterleutnant (Alférez) in die Königliche Garde (Guardia Real) ein und nahm für diese am Spanischen Unabhängigkeitskrieg teil. 1809 wurde er im Kampf gegen die Truppen von Joseph Bonaparte in der Schlacht von Ontígola verwundet. Im Anschluss daran wurde er von General Francisco Javier Castaños zum Hauptmann der Leichten Kavallerie befördert und diente diesem dann als Erster Adjutant im Generalstab. Im Laufe der nächsten Jahre stieg er bis zum Oberst (Coronel) der Kavallerie auf.
Während der Spanischen Revolution vom Januar 1820 und der anschließenden dreijährigen vom Liberalismus geprägten Regierungsperiode (Triennio Liberal) begann 1822 seine politische Laufbahn mit der Wahl zum Abgeordneten des Parlaments (Congreso de los Diputados), wo er für eine Wahlperiode die Interessen des Wahlkreises Córdoba vertrat.
Nach der französischen Invasion in Spanien und der anschließenden erneuten Thronübernahme durch den absolutistisch regierenden König Ferdinand VII. musste er 1823 wegen seiner liberalen Einstellung nach der Beschlagnahme seines Eigentums ins Exil nach England gehen. Nach einem fünfjährigen Aufenthalt auf Malta ging er 1830 ins Exil nach Frankreich.

### Herrschaft von Isabella II. und Ministerpräsident
Erst nach dem Tode von Ferdinand VII. im September 1833 und der durch die Regentin Maria Christina von Sizilien verfügten Amnestie kehrte er nach Spanien zurück. Neben seinem Eigentum wurde ihm 1834 nach dem Tode seines älteren Bruders auch der Titel des Herzogs (Duque) de Rivas zuerkannt.
Während der Legislaturperiode von 1834 bis 1835 gehörte er als Vertreter der minderjährigen Königin Isabella II. dem Senat an. Am 15. Mai 1836 wurde er zum Innenminister (Ministro de Gobernación) im Kabinett von Francesco Xavier de Isturiz ernannt, dem er bis zum Ende von dessen Amtszeit am 14. August 1835 angehörte. Danach war er in der Legislaturperiode von 1837 bis 1838 als Vertreter der Provinz Cádiz erneut Mitglied des Senats.
Nach aufkommenden Unruhen ging er einige Zeit ins Exil nach Portugal. Nach seiner Rückkehr wurde er während der Legislaturperiode von 1843 bis 1844 als Vertreter der Provinz Córdoba wieder zum Senator gewählt. Wegen seiner politischen Verdienste wurde er schließlich am 15. August 1845 zum Senator auf Lebenszeit (Senador Vitalicio) ernannt. Später war er von 1844 bis 1850 Bevollmächtigter Gesandter im Königreich Neapel, wo ihm Juan Valera als Sekretär diente.
Während der Unruhen vom Juli 1854 wurde er am 18. Juli 1854 als Nachfolger des erst einen Tag zuvor ernannten Fernando Fernández de Córdova zum Ministerpräsidenten Spaniens (Presidente del Gobierno) ernannt. Zugleich übernahm er das Amt des Marineministers (Ministro de Marina). Bereits am folgenden Tag wurde er jedoch vom ehemaligen Regenten Baldomero Espartero als Ministerpräsident abgelöst, der dadurch die zweijährige Herrschaft der Partido Progresista (Bienio Progresista) begründete.
Von 1857 bis 1858 war er noch Gesandter in Paris. Anschließend zog er sich weitgehend aus dem politischen Leben zurück.

### Kulturpolitische Ehrenämter
Saavedra wurde aufgrund seiner Verdienste um die Spanische Literatur am 28. Mai 1834 zunächst zum Ehrenmitglied der Königlichen Akademie der Schönen Künste von San Fernando (Real Academia de Bellas Artes de San Fernando) berufen, ehe am 1. April 1846 seine Berufung zum Mitglied erfolgte. Am 1. Februar 1852 erfolgte dann seine Berufung zum Berater (Consiliario). Schließlich wurde er am 3. September 1854 zum Präsidenten der Königlichen Akademie der Schönen Künste von San Fernando ernannt.
Von 1835 bis 1837 er auch Gründungspräsident des Ateneo Científico y Literario (Ateneo de Madrid), einer privaten kulturellen Institution.
Daneben wurde er 1847 Mitglied Real Academia Española, wo er als erster den Sessel (Sillón) „c“ einnahm.

## Werk
Ángel de Saavedra hat insgesamt 14 Theaterstücke geschrieben, daneben Romanzen und Legenden, die jedoch weitgehend in Vergessenheit geraten sind. Berühmt wurde er durch sein wegweisendes Drama Don Álvaro o La fuerza del sino (1835), mit dem die Blütezeit der spanischen Romantik eröffnet wurde und das Verdi als Vorlage für seine Oper diente. Es handelt sich um eine Liebesintrige in fünf Akten, in der volkstümliche und tragische Elemente, Vers und Prosa gemischt und die drei Einheiten aufgelöst werden.
Weitere Dramen sind zum Beispiel Ataúlfo von 1814 (nicht aufgeführt), Aliatar 1816, Malek-Adhel (1820), Arias Gonzalo 1827, El desengaño en un sueño, Lanuza, Arias Gonzalo und die Komödie Tanto vales cuanto tienes.
In der Tragödie Aliatar geht es um die Liebe zwischen einem Araber und der Christin Elvira, eine Allegorie der spanischen Nation nach der Art der Maurenromanzen, El Duque de Aquitania behandelt das Thema des Tyrannen und des Freiheitskampfs, das Versdrama Lanuza thematisiert das Ende der aragonesischen Freiheiten unter den Truppen von Philipp II. und stellt eine indirekte Kritik an Ferdinand VII. und seiner Tyrannei dar. Die Hauptgestalt, Mayor Lanuza, befindet sich im Zwiespalt zwischen Bürgerpflicht und Liebe (auch hier heißt die weibliche Hauptfigur Elvira), am Ende wird er hingerichtet.
Das wichtigste lyrische Werk des Duque de Rivas ist Romances históricos (1841), Adaptionen von Volkslegenden in der volkstümlichen Form der Romance, aber auch Poesías (1814), El desterrado, El sueño del proscrito, A las estrellas und Canto al Faro de Malta. In Al faro de Malta (An den Leuchtturm von Malta) geht es um das neue Naturgefühl des innerlich zerrissenen Emigranten. Das Vorwort von Antonio Alcalá Galiano zu seinem El moro expósito o Córdoba y Burgos en el siglo X (Das arabische Findelkind oder Córdoba und Burgos im 10. Jahrhundert) von 1834 wurde zum Manifest der spanischen Romantik, vergleichbar etwa dem Préface de Cromwell von Victor Hugo von 1827; es handelt sich um einen Zyklus von Romanzen in Elfsilblern über die Legende der Infantes de Lara.
Er verfasste drei Prosawerke, Sublevación de Nápoles, capitaneada por Maniselo und Historia del Reino de las Dos Sicilias.
Als Essayist tat er sich hervor in Los españoles pintados por sí mismos (Madrid, 1843–1844).
Außerdem verfasste er mehrere costumbristische Skizzen.

### Lyrik
- Poesías (Cádiz: Imprenta Patriótica, 1814)
- Florinda (1826)
- Al faro de Malta (entstanden 1828, erschienen 1834)
- Romances históricos (1841)
- El moro expósito o Córdoba y Burgos en el siglo X (Das arabische Findelkind oder Córdoba und Burgos im 10. Jahrhundert). Paris, 1834
- La azucena milagrosa (1847)

#### Sonette
- A Lucianela
- A Dido abandonada
- Cual suele en la floresta deliciosa
- El álamo derribado
- Mísero leño
- Ojos divinos
- Receta segura
- Un buen consejo

### Drama
- Aliatar (tragedia en cinco actos. Madrid, 1822)
- El Duque de Aquitania (1817)
- Lanuza (tragedia en cinco actos. Madrid, 1822)
- Arias Gonzalo (1827)
- Don Álvaro o la fuerza del sino (Madrid: Tomás Jordán, 1835)
- Tanto vales cuanto tienes (comedia en tres actos y en verso. Madrid, 1840)
- La morisca de Alajuar (comedia en tres jornadas. Madrid, 1841)
- Solaces de un prisionero o tres noches de Madrid, comedia en tres jornadas compuesta para el Liceo Artístico y Literario de Madrid ..., Madrid, 1841.
- El crisol de la Lealtad (comedia en tres jornadas. Madrid, 1842)
- El desengaño de un Sueño (drama fantástico en cuatro actos. Madrid, 1844)
- El parador de Bailén (comedia en tres actos y en verso, Madrid, 1844)

### Prosa
- Los españoles pintados por sí mismos (Madrid, 1843–1844).
- Sublevación de Nápoles, capitaneada por Masaniello, con sus antecedentes y consecuencias hasta el restablecimiento del gobierno español. Estudio histórico. Madrid, 1848